# Ivan Bloch

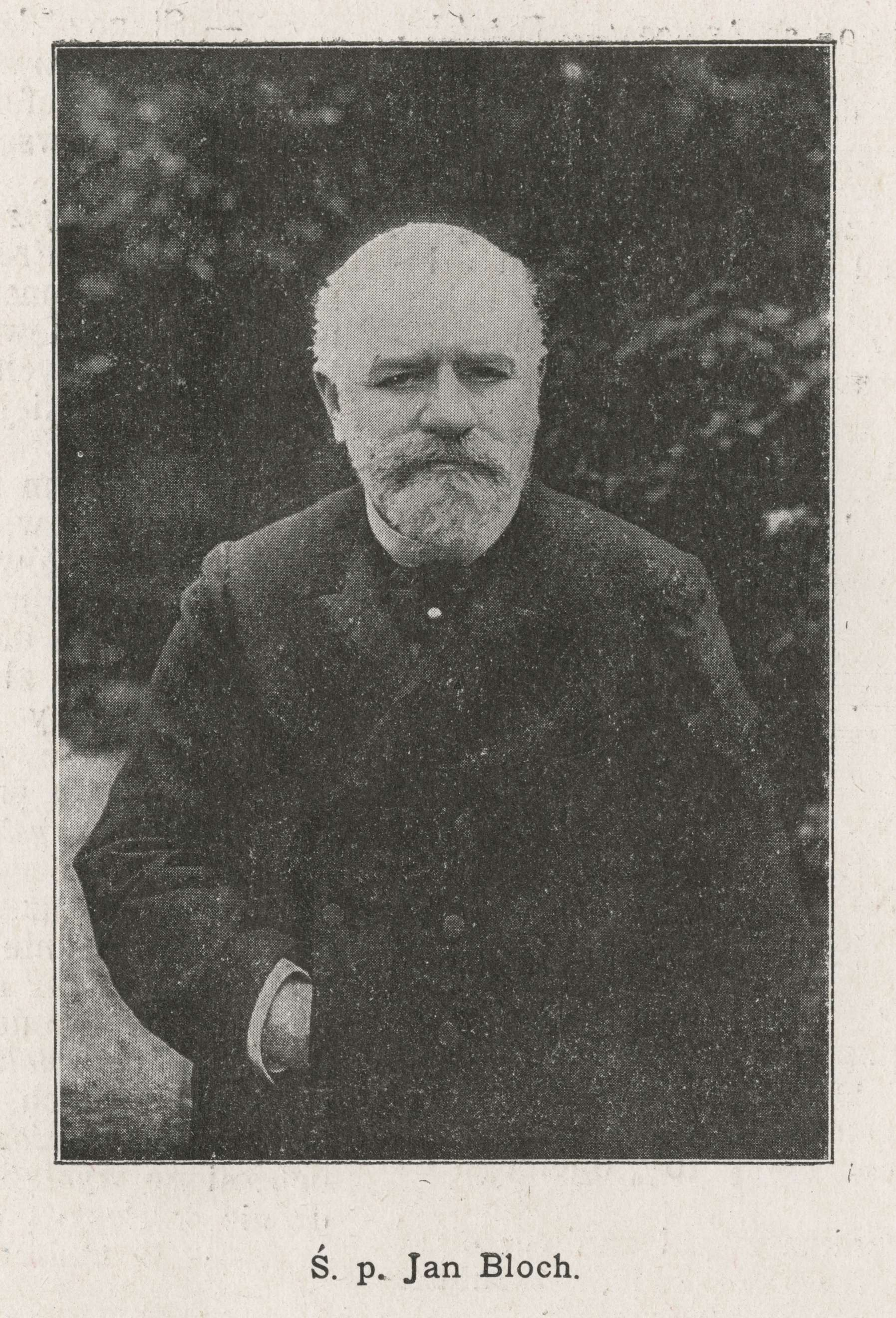
Ivan Bloch

Ivan Stanislavovitj Bloch, född 1836 i Warszawa, död 1901, var en polsk-rysk bankir och militärteoretiker.
Bloch som var av judisk börd, grundade en stor förmögenhet på lyckade spekulationer i järnvägsanläggningar, varefter han främst ägnade sig åt nationalekonomiskt och socialekonomiskt författarskap. Han mest kända arbeta handlar om Framtidens krig i tekniskt, ekonomiskt och politiskt hänseende (6 band, 1898, delvis översatt till svenska).
Under slutet av 1800-talet hade de moderna vapnens eldkraft förändrat förutsättningarna för krigföringen. De ledande militärerna drog dock felaktiga slutsatser och betonade moralens betydelse och att stora förluster var oundvikliga för att segra. Den ende som lyckades beskriva på vilket sätt ett modernt krig skulle komma att utkämpas var Ivan Bloch. Han hävdade att:
- eldkraften skulle tvinga infanteriet att gräva ner sig.
- slagen skulle pågå i veckor eller månader istället för en, två dagar.
- denna typ av krigföring skulle leda till den sociala ordningens sönderfall; revolution.

Blochs skrifter fick spridning över världen, men hans tankar ignorerades i stort av makthavarna. Eventuellt påverkades tsar Nikolaj II av Ryssland att ta initiativet till fredskonferensen i Haag 1899. Första världskriget visade att Bloch haft rätt. Priset för militärers och politikers ignorans betalades av miljoner döda och de tre kejsardömena som upphörde att existera.
Bloch nominerades till Nobels fredspris 1901 men det gick i stället till Passy och Dunant